# Amherst (hrabstwo Hillsborough)
Amherst – jednostka osadnicza w Stanach Zjednoczonych, w stanie New Hampshire, w hrabstwie Hillsborough.